# 伍星洪
伍星洪（葡萄牙語：Ng João Seng Hong）是澳門著名音樂家，從小喜愛於古典音樂，曾參與澳門多個堂區歌詠團及澳門複音合唱團。現為澳門嚶鳴合唱團的指揮。

## 生平
他在澳門出生。曾隨美國音樂家Charles Duncan和澳門庇護十世音樂學院前院長區師達神父學習和聲和作曲。在1969年，與志同道合的友朋共同創建復民合唱團，一直擔任指揮領導該團作公開演出。1997年，與林平良等創辦澳門嚶鳴合唱團， 並任指揮至今。

## 獎項
- 2000年 《歡唱大自然》「童聲合唱歌曲創作大賽」C組(適合初中學生演唱)冠軍

## 合唱作品
- 《亞利路亞》
- 《一星弱火》
- 《秋夕》
- 《天主經》
- 《聖母頌》
- 《歡欣聖誕》

等